# Ansgário de Hamburgo
Ansgário ou Anscário de Hamburgo, O.S.B. (em latim: Ansgarius; em sueco e dinamarquês: Ansgar; Amiens, 8 de setembro de 801 – Brema, 3 de fevereiro de 865), conhecido também por Óscar (português europeu) ou Oscar (português brasileiro), foi um monge beneditino franco, mais tarde missionário e bispo que, após sua morte, foi canonizado pelo Papa Nicolau I.

## Vida
Ansgário foi como missionário à Dinamarca em 826, missionando nas cidades víquingues de Hedeby e Ribe, e depois à Suécia em 830, onde se estabeleceu na cidade viquingue de Birka. Reinava então um rei chamado Biorno (Björn), que o recebeu amigavelmente e o autorizou a celebrar missa e pregar a religião cristã. Após o seu regresso da Escandinávia em 831, foi nomeado em 834 bispo da Arquidiocese de Hamburgo-Brema, vocacionada para a missão de evangelizar os dinamarqueses, suecos, eslavos e baltos. Foi designado legado pontifício à Dinamarca e Suécia pelo Papa Gregório IV.
Fez uma segunda viagem a Birka como missionário em 851, quando lá reinava um rei chamado Olavo (Olof). O seu trabalho de missão não deixou vestígios, e após a partida de Ansgário, os suíones voltaram a praticar a religião pagã nórdica, tal como foi constatado pelo arcebispo Unni, enviado como novo missionário cristão em 935.[carece de fontes?]
Rimberto de Hamburgo, sucessor de Ansgário na Arquidiocese de Hamburgo-Brema, escreveu uma biografia de Ansgário com o título Vida de Ansgário. Pelo seu papel de iniciador da cristianização dos povos nórdicos, Ansgário é o santo patrono da Escandinávia, sendo conhecido como Apóstolo do Norte (em sueco e dinamarquês: Nordens apostel), e é celebrado anualmente em 3 de fevereiro.